# Letis leucomicta
Letis leucomicta là một loài bướm đêm trong họ Erebidae.